# Rosalind Howard

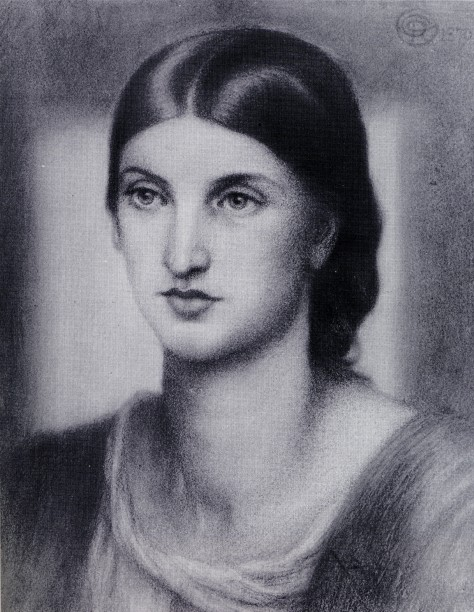
Porträt von Rosalind Howard, gemalt von Dante Gabriel Rossetti, 1870

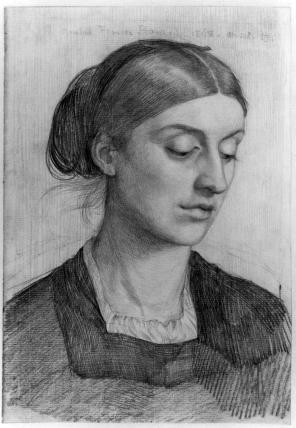
Zeichnung von Rosalind Howard, gemalt von ihrem Ehemann George Howard, 9. Earl of Carlisle, 1868

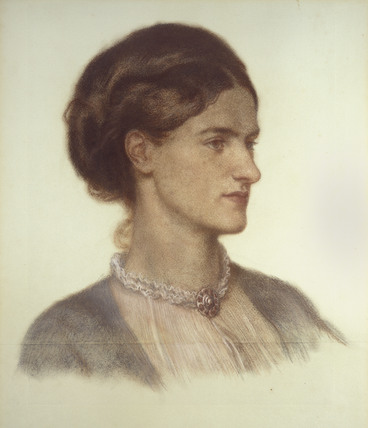
Zeichnung von Rosalind Howard, gemalt von Dante Gabriel Rossetti, 1870

Rosalind Frances Howard, Countess of Carlisle, geborene Stanley (* 20. Februar 1845 in Belgravia, London; † 12. August 1921 in Kensington Palace Gardens, London), auch genannt The Radical Countess, war eine englische Aristokratin und Aktivistin für die politischen Rechte der Frauen und die Abstinenzbewegung.

## Leben
Howard wurde als zehntes und jüngstes überlebendes Kind von Edward Stanley und seiner Frau Henrietta geboren. Im Jahr 1848 wurde ihr Vater als Baron Eddisbury in den Adelsstand erhoben und übernahm zwei Jahre später den Titel seines Vaters, so dass Howards Eltern Baron und Baronin Stanley of Alderley waren. Der Vater war Politiker der Whigs und die Mutter einflussreiche Salonnière und Frauenbildungsaktivistin.
Howard wurde zu Hause von Privatlehrern unterrichtet. Die Stanley-Familie war in Bezug auf ihre religiösen Überzeugungen außergewöhnlich vielfältig: Die Eltern waren hochkirchliche Anglikaner, ihr ältester Sohn Henry war Muslim, ihre dritte Tochter Maude war Anglikanerin der Low Church, ihr jüngster Sohn Algernon wurde römisch-katholischer Bischof, ihre vorletzte Tochter Kate neigte zum Atheismus, während Howard selbst sich als Agnostikerin bezeichnete.
Am 4. Oktober 1864 heiratete sie George Howard, 9. Earl of Carlisle, der Maler war und ab 1879 ein aktiver liberaler Abgeordneter wurde. Sie beteiligte sich an den Wahlkämpfen ihres Mannes und ihres Schwiegervaters Charles, indem sie Wahlwerbung betrieb, hielt sich aber mit öffentlichen Reden zurück, weil das als unpassend für eine Frau galt. Im Gegensatz zu ihrem gemäßigten Ehemann schloss sich Howard jedoch bald der radikalen Linken an, prangerte zum Beispiel die Besetzung Ägyptens durch die Regierung William Ewart Gladstones an und setzte sich für das Frauenwahlrecht ein. Auf Kritik an ihrer Einstellung reagierte sie einmal mit den Worten: „Fanatiker haben viel für die Welt getan, und ich habe nichts dagegen, zu den Fanatikern gezählt zu werden.“
Die Ehe war anfangs eine Liebesheirat, Liebesbriefe und Aktskizzen von George Howard sind überliefert. Das Paar lebte sich aber auseinander und verbrachte die meiste Zeit seiner Ehe getrennt lebend, wobei Howard es vorzog, in ihren Landhäusern, Castle Howard und ihrem Lieblingshaus, Naworth Castle, zu wohnen. Auch politisch entwickelte sich das Paar auseinander. Als die Liberale Partei sich in der Frage der irischen Selbstverwaltung, die Howard unterstützte, spaltete, beschloss George Howard, sich auf die Seite der Liberalen Unionistischen Partei zu stellen.
Obwohl sie auf Grund gesundheitlicher Probleme oft eingeschränkt war, nutzte Howard ihr Organisationstalent. Sie schloss sich den Frauenverbänden der Liberalen Partei und der Abstinenzbewegung an, beteiligte sich an der Verwaltung des umfangreichen Familienbesitzes und engagierte sich in der Kommunalverwaltung. 1881 legte sie den Abstinence pledge ab, verlangte von ihren Pächtern Abstinenz und schloss im Jahr darauf die Gaststätten auf ihren Ländereien. Weiteren Einfluss bekam Howard 1889, nun Lady Carlisle, als ihr Mann die Nachfolge seines Onkels William als 9. Earl of Carlisle antrat und damit auch das Familienvermögen erbte. Im Jahr 1891 überredete ein Vertreter der Abstinenzorganisation United Kingdom Alliance sie, auf einer Frauenversammlung über das Thema zu sprechen. Schon bald wurde sie eine erfolgreiche Rednerin und Vizepräsidentin der United Kingdom Alliance sowie 1892 Präsidentin der North of England Temperance League.
1890 wurde Howard Mitglied der Women’s Liberal Federation und überzeugte die Organisation davon, die Ausweitung des Wahlrechts auf alle Frauen zu unterstützen, verurteilte aber die gewalttätigen Methoden der Suffragetten der Women’s Social and Political Union (WSPU) von Emmeline Pankhurst. Sie war von 1894 bis 1902 und erneut von 1906 bis 1915 Vorsitzende der WLF. 1903 wurde sie zur Präsidentin der British Women's Temperance Association und 1906 zur Präsidentin der World's Woman's Christian Temperance Association gewählt, beide Ämter behielt sie bis zu ihrem Tod. Howard war mit der ihrer Meinung nach zu nachgiebigen Politik ihrer Vorgängerin Isabella Somerset und Thomas Palmer Whittaker nicht einverstanden, der sich unter anderem für die Entschädigung von Lizenzinhabern einsetzte, die durch die Abstinenz ihren Lebensunterhalt verloren hatten. Die Guttempler unterstützten ihre Politik, aber sie lehnte Einladungen ab, der Organisation beizutreten, die hauptsächlich aus der Arbeiterklasse und der unteren Mittelschicht bestand.
Auch wenn sie gegen den Südafrikanischen Krieg war, unterstützte Howard entschieden den britischen Widerstand gegen die Deutschen im Ersten Weltkrieg. Die Abstinenzbewegung und die Liberale Partei hatten sich zu diesem Zeitpunkt entfremdet, so dass sie keinen nennenswerten politischen Einfluss mehr hatte. Sie unterstützte H. H. Asquith, obwohl dieser die Prohibition nicht fördern wollte, und lehnte David Lloyd Georges Vorschlag ab, den Handel mit alkoholischen Getränken während des Krieges zu verstaatlichen. Obwohl sie sich für die Verbesserung der Lebensbedingungen der Arbeiterklasse einsetzte, lehnte sie eine gleichberechtigte Rolle für sie in der Demokratie ab.
Lord und Lady Carlisle hatten elf Kinder, wovon eines als Säugling starb: Mary Henrietta (1865–1956), Charles, der spätere 10. Earl of Carlisle (1867–1912), Cecilia Maude (1868–1947), Hubert George Lyulph (1871–1898), Christopher Edward (1873–1896), Oliver (1875–1908), Geoffrey (1877–1935), Michael Francis Stafford (1880–1917), Dorothy Georgiana (1881– 1968), Elizabeth Dacre Ethel (1883–1883) und Aurea Fredeswyde (1884–1972).
Als 1911 ihr Mann verstarb, hatte Howard sich mit ihrer tyrannischen Art von den meisten ihrer Kinder und Freunde entfremdet. Sie missbilligte die Flirtfreudigkeit ihrer Töchter und stritt sich erbittert mit ihrem ältesten Sohn Charles, einem Tory-Politiker. Mehrere Jahre lang weigerte sie sich, mit ihrer Tochter Dorothy zu sprechen, weil diese mit dem Bierbrauer Francis Henley verheiratet war.
Ihr Ehemann vermachte ihr den größten Teil des Familienbesitzes auf Lebenszeit und wies sie an, ihn nach ihrem Tod unter ihren Kindern aufzuteilen. Sie starb am 12. August 1921 in ihrem Haus in Kensington Palace Gardens, nachdem sie sieben ihrer Kinder überlebt hatte, und wurde vier Tage später im Golders Green Crematorium eingeäschert. Ihre Asche wurde am 18. August zusammen mit der ihres Mannes in der Lanercost Priory beigesetzt. Die überlebenden Kinder empfanden ihren letzten Willen als ungerecht und vereinbarten eine Neuaufteilung des Erbes. Ihre Tochter Cecilia folgte ihr als Präsidentin der British Women's Temperance Association nach.
Howard diente als Vorbild für „Lady Britomart“ in George Bernard Shaws Theaterstück Major Barbara.